# Modisimus gracilipes
Modisimus gracilipes är en spindelart som beskrevs av Willis J. Gertsch 1973. Modisimus gracilipes ingår i släktet Modisimus och familjen dallerspindlar.
Artens utbredningsområde är Guatemala. Inga underarter finns listade i Catalogue of Life.